# Saint-Maurice-en-Chalencon
Saint-Maurice-en-Chalencon ist eine französische Gemeinde im Département Ardèche in der Region Auvergne-Rhône-Alpes. Sie gehört zum Kanton Haut-Eyrieux im Arrondissement Privas.
Sie grenzt im Nordosten an Silhac, im Südosten an Saint-Michel-de-Chabrillanoux, im Süden an Saint-Sauveur-de-Montagut, im Westen an Gluiras und im Nordwesten an Chalencon.

## Bevölkerungsentwicklung
| Jahr                       | 1962 | 1968 | 1975 | 1982 | 1990 | 1999 | 2008 | 2019 |
| -------------------------- | ---- | ---- | ---- | ---- | ---- | ---- | ---- | ---- |
| Einwohner                  | 329  | 268  | 206  | 163  | 161  | 181  | 183  | 208  |
| Quellen: Cassini und INSEE |      |      |      |      |      |      |      |      |